# 3DXML
3DXML è un formato di file proprietario 3D sviluppato da Dassault Systèmes sotto il marchio 3DVIA.
Usa un contenitore XML, le cui specifiche sono state rese pubbliche.
Non è da confondere con X3D, lo standard ISO del formato file basato su XML per la rappresentazione della computer grafica 3D.
Un file 3DXML è in realtà un file di archivio in formato ZIP che contiene un file BOM e uno o più file di rappresentazione 3D. Cambiando l'estensione del file da ".3dxml" a ".zip" è possibile aprire un archivio con un programma per la gestione di file compressi.
Questo tipo di file può contenere file di rappresentazione 3D archiviati in formato XML o binario e possono contenere dati di superficie, come Mesh poligonale semplice o come insieme di dati di superficie.